# Zgornji Otok
Zgornji Otok – wieś w Słowenii, w gminie Radovljica. W 2018 roku liczyła 63 mieszkańców.